# Regering-Mauroy I
De regering–Mauroy I (Frans: Gouvernement Pierre Mauroy I) was de regering van de Franse Republiek van 21 mei 1981 tot 22 juni 1981.
| Ambtsbekleder                         | Ambtsbekleder           | Ambtsbekleder                  | Functie(s)                             | Ambtstermijn | Ambtstermijn      | Partij(en) |
| ------------------------------------- | ----------------------- | ------------------------------ | -------------------------------------- | ------------ | ----------------- | ---------- |
|                                       | Pierre Mauroy           | Pierre Mauroy (1928–2013)      | Premier                                | 21 mei 1981  | 17 juli 1984      | PS         |
|                                       | Gaston Defferre         | Gaston Defferre (1910–1986)    | Minister van Staat                     | 21 mei 1981  | 17 juli 1984      | PS         |
| Minister van Binnenlandse Zaken       | Gaston Defferre         | Gaston Defferre (1910–1986)    |                                        | 21 mei 1981  | 17 juli 1984      | PS         |
|                                       | Michel Rocard           | Michel Rocard (1930–2016)      | Minister van Staat                     | 21 mei 1981  | 23 maart 1983     | PS         |
| Minister van Ruimtelijke Ordening     | Michel Rocard           | Michel Rocard (1930–2016)      |                                        | 21 mei 1981  | 23 maart 1983     | PS         |
| Minister voor Planning                | Michel Rocard           | Michel Rocard (1930–2016)      |                                        | 21 mei 1981  | 23 maart 1983     | PS         |
|                                       |                         | Michel Jobert (1921–2002)      | Minister van Staat                     | 21 mei 1981  | 23 maart 1983     | MDD        |
| Minister van Buitenlandse Handel      |                         | Michel Jobert (1921–2002)      |                                        | 21 mei 1981  | 23 maart 1983     | MDD        |
|                                       | Jean-Pierre Chevènement | Jean-Pierre Chevènement (1939) | Minister van Staat                     | 21 mei 1981  | 23 maart 1983     | PS         |
| Minister van Onderzoek en Technologie | Jean-Pierre Chevènement | Jean-Pierre Chevènement (1939) |                                        | 21 mei 1981  | 23 maart 1983     | PS         |
|                                       | Claude Cheysson         | Claude Cheysson (1920–2012)    | Minister van Buitenlandse Zaken        | 21 mei 1981  | 8 december 1984   | PS         |
|                                       | Jacques Delors          | Jacques Delors (1925–2023)     | Minister van Financiën                 | 21 mei 1981  | 17 juli 1984      | PS         |
| Minister van Economische Zaken        | Jacques Delors          | Jacques Delors (1925–2023)     |                                        | 21 mei 1981  | 17 juli 1984      | PS         |
|                                       | Charles Hernu           | Charles Hernu (1923–1990)      | Minister van Defensie                  | 21 mei 1981  | 20 september 1985 | PS         |
|                                       | Maurice Faure           | Maurice Faure (1922–2014)      | Minister van Justitie                  | 21 mei 1981  | 22 juni 1981      | PRG        |
| Zegelbewaarder                        | Maurice Faure           | Maurice Faure (1922–2014)      |                                        | 21 mei 1981  | 22 juni 1981      | PRG        |
|                                       | Edmond Hervé            | Edmond Hervé (1942)            | Minister van Volksgezondheid           | 21 mei 1981  | 22 juni 1981      | PS         |
|                                       | Jean Auroux             | Jean Auroux (1942)             | Minister van Arbeid en Werkgelegenheid | 21 mei 1981  | 29 juni 1982      | PS         |
|                                       | Nicole Questiaux        | Nicole Questiaux (1930)        | Minister van Sociale Zaken             | 21 mei 1981  | 29 juni 1982      | PS         |
|                                       |                         | Alain Savary (1918–1988)       | Minister van Onderwijs                 | 21 mei 1981  | 17 juli 1984      | PS         |
|                                       | Louis Mermaz            | Louis Mermaz (1931)            | Minister van Transport                 | 21 mei 1981  | 22 juni 1981      | PS         |
|                                       |                         | Roger Quilliot (1925–1998)     | Minister van Huisvesting               | 21 mei 1981  | 3 oktober 1983    | PS         |
|                                       | Édith Cresson           | Édith Cresson (1934)           | Minister van Landbouw en Visserij      | 21 mei 1981  | 23 maart 1983     | PS         |
|                                       |                         | Michel Crépeau (1930–1999)     | Minister van Milieu                    | 21 mei 1981  | 23 maart 1983     | PRG        |
|                                       | Jack Lang               | Jack Lang (1939)               | Minister van Cultuur                   | 21 mei 1981  | 23 maart 1983     | PS         |
|                                       |                         | Georges Fillioud (1929–2011)   | Minister van Communicatie              | 21 mei 1981  | 23 maart 1983     | PS         |
|                                       | Pierre Joxe             | Pierre Joxe (1934)             | Minister voor Industriële Zaken        | 21 mei 1981  | 22 juni 1981      | PS         |
|                                       | André Delelis           | André Delelis (1924–2012)      | Minister voor Midden- en Kleinbedrijf  | 21 mei 1981  | 23 maart 1983     | PS         |
|                                       | Louis Le Pensec         | Louis Le Pensec (1937)         | Minister voor Maritime Zaken           | 21 mei 1981  | 23 maart 1983     | PS         |
|                                       | Jean Laurain            | Jean Laurain (1921–2008)       | Minister voor Veteranenzaken           | 21 mei 1981  | 23 maart 1983     | PS         |
|                                       | Louis Mexandeau         | Louis Mexandeau (1931)         | Minister voor Post                     | 21 mei 1981  | 23 maart 1983     | PS         |
|                                       |                         | André Henry (1934)             | Minister voor Vrije Tijd               | 21 mei 1981  | 23 maart 1983     | PS         |